# Titanattus pegaseus
Titanattus pegaseus är en spindelart som beskrevs av Simon 1900. Titanattus pegaseus ingår i släktet Titanattus och familjen hoppspindlar. Inga underarter finns listade i Catalogue of Life.